# ريتشارد الثاني (مسرحية)

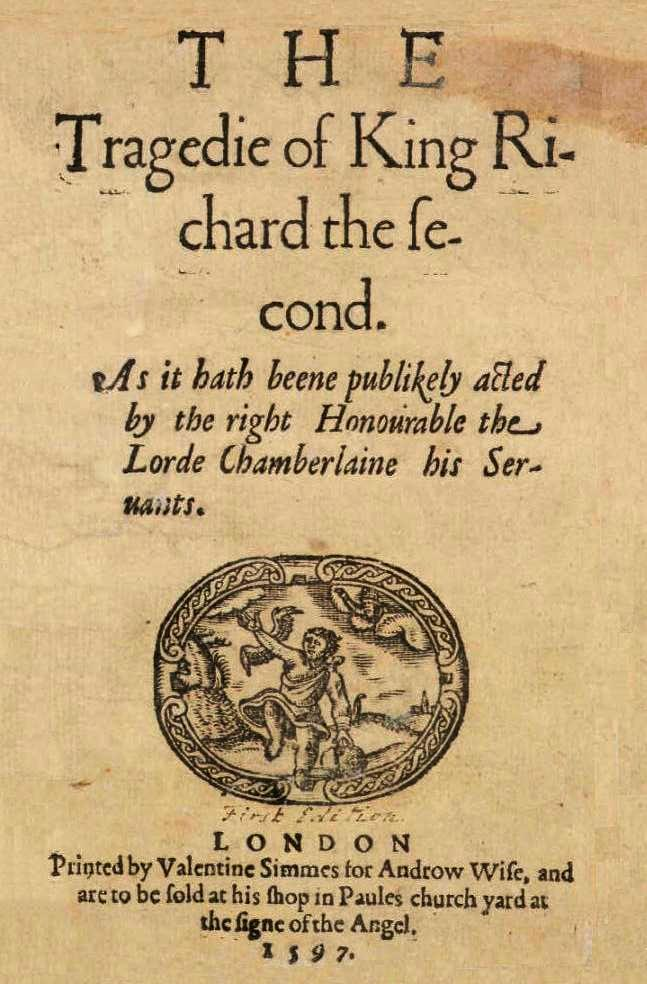

ريتشارد الثانى (بالإنجليزية: Richard II) هي مسرحية تاريخية من تأليف الكاتب الإنجليزى ويليام شكسبير، يُعتقد أنها كُتبت في عام 1595 . تتحدث هذه المسرحية عن حياة ريتشارد الثاني ملك إنجلترا (حكم 1377-1399)، وهي أول أجزاء رباعية مسرحية  ، تلاها ثلاث مسرحيات متعلقة بخلفاء ريتشارد الثانى : هنري الرابع (الجزء الأول) - هنري الرابع (الجزء الثاني) - هنري الخامس (الجزء الأول) . لا يُعتقد أنها كُتبت كعمل مستقل.

## الترجمة العربية
صدرت ترجمة عربية نشرتها الهيئة المصرية العامة للكتاب (1998) للمترجم د. محمد عناني.